# Jean Rayne
Pour les articles homonymes, voir Rayne.
Jean Rayne était un échevin de Douai (comté de Flandre) en 1364 et commerçant en grains. Il fut pendu, victime d'une erreur judiciaire.

## L'affaire
Rayne était échevin de la ville et commerçant en grains, quelques hommes jaloux de le voir prospérer insinuèrent qu'il vendait ses grains avec de fausses mesures plus petites que celles voulues par la loi.
Dénoncé, arrêté, jugé par le corps du magistrat de Douai, il fut condamné à être pendu et fait mourir. Il fut exécuté sans délai par ordre du bailli malgré son appel de sentence auprès du roi.
Cependant, l'innocence de Jean Rayne était de notoriété et son fils Lambert Rayne et son gendre Jean de Ferri portent la cause devant le conseil du roi.
Il fut reconnu condamné injustement et un arrêt du conseil cassa le jugement le 13 juillet 1366 , ordonna au magistrat d'aller en chemise blanche, la torche en main, au gibet, d'y faire dépendre le cadavre (à cette époque on laissait les cadavres suspendus jusqu'à ce qu'ils tombent en pourriture ou dévorés par les animaux) et de le porter en l'église Saint-Pierre pour l'inhumer. De plus aux frais des juges, d'ériger une chapelle de Sainte-Croix bien dotée, pour y célébrer la messe trois fois par semaine.
Le 5 septembre 1368 le roi Charles V rend une ordonnance à Nesle en-Vermandois réintégrant dans son droit ledit magistrat avec obligation de payer six mille francs d'or.
En outre le magistrat fut dépouillé de tous emplois, privilèges et immunités.